# Drapeau purépecha

Le drapeau purépecha

Le drapeau purépecha est le drapeau officiel des Purépechas, un peuple amérindien du Michoacán au Mexique. Il se compose de quatre rectangles de quatre couleurs avec un bouclier sous lequel sont écrits les mots Juchari Uinapekua (« notre force » en langue tarasque). Ce drapeau est unique en son genre et est apparu dans la ville de Santa Fe de la Laguna en 1980. Il s'agit d'un drapeau ethnique du Mexique,.

## Composition et symbolisme

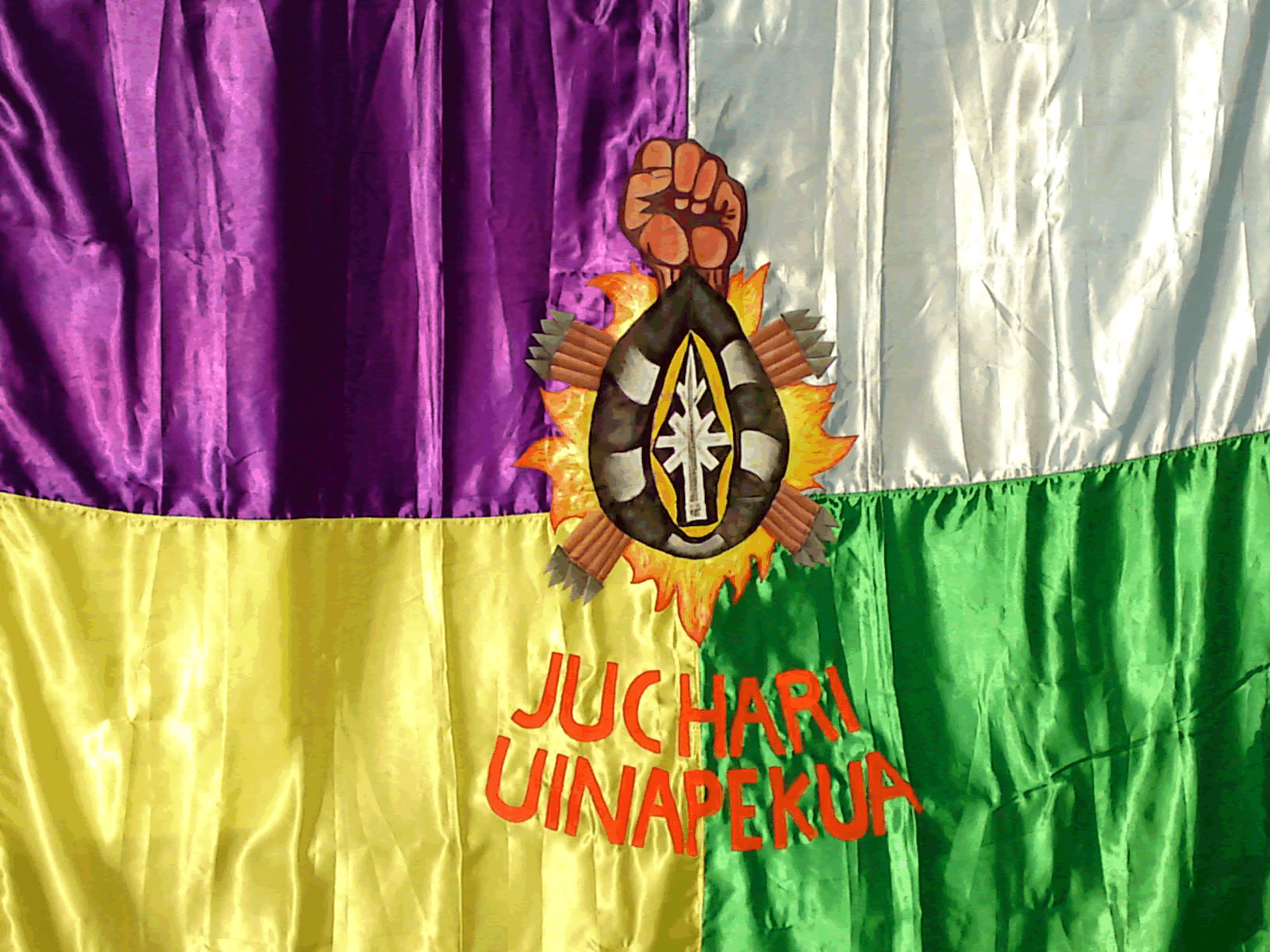
Le drapeau purépecha de Santa Fe de la Laguna, Michoacán, in 1980.

Le drapeau porte les couleurs violet, bleu, jaune et vert :
- le violet représente le maïs violet et la région du Zacapu (Tsakápundurhu).

- le bleu représente l'eau de'lac, la région de Patzcuaro (Japundarhu).

- le jaune représente l'énergie, la région du vallon des 11 villes (Eraxamanirhu).

- le vert représente la forêt, la région de la chaîne des montagnes (Juátarhu).